# Poldernederlands
Poldernederlands is de term die de sociolinguïst Jan Stroop bedacht heeft om het verschijnsel aan te duiden dat de AN-tweeklanken ei /ɛi/, ui /œy/ en ou /ɔu/ met een meer open mond (lagere kaakstand) worden uitgesproken en zo gaan neigen naar aai /æi/ of /ai/, ou /ʌy/ en aau /ɑu/ of /au/.  Zo klonk Blijf bij mij, gezongen door Ruth Jacott alsook door Paul de Leeuw, als "Blaaif baai maai", en zingt Marco Borsato in het liedje Rood niet alleen "blaauw" maar ook "jaau" ('jou') en "haau" ('hou').

## Kenmerken
Volgens Stroop doet het verschijnsel zich vrijwel overal in Nederland voor en zijn het vooral hoogopgeleide jonge vrouwen die dit gedrag vertonen. Het gaat, zo meent hij, om het onbewust loslaten van de beschaafde uitspraaknorm. Stroop heeft de sterke indruk dat de uitspraakverandering zich vooral voordoet bij 'jonge vrouwen die succesvol zijn in de creatieve en artistieke sector'. Hij ziet dit zelf als een resultaat van de vrouwenemancipatie, waardoor vrouwen niet langer genoodzaakt zijn aan te sluiten bij de uitspraakvarianten met de hoogste burgerlijke status.
Stroop voorspelt dat het Poldernederlands het nieuwe Standaardnederlands zal worden. Als argument voert hij aan dat de meeste kinderen tijdens het proces van taalverwerving voornamelijk de uitspraak van hun moeder overnemen. Als moeders anders spreken, heeft dat zijn weerslag op de uitspraak van de generatie die zij opvoeden. Een belangrijke rol in dit proces spelen ook crèches, die voor het grootste deel geleid worden door vrouwen, en het basisonderwijs, waarin het aandeel vrouwelijke leerkrachten vanouds al groot is.

## Kritiek
Critici van het concept Poldernederlands wijzen erop dat het verschijnsel van de lager aangezette diftongen op zichzelf helemaal niet nieuw is. De verlaging van de diftongen in de Hollandse dialecten is reeds sinds de zestiende eeuw gaande, zowel in het Nederlands als in de andere West-Germaanse talen. Stroop vergelijkt ter illustratie de diftongen in woorden als het Duitse Wein /vain/ en het Engelse wine /waɪn/, die tegenwoordig ook lager worden uitgesproken dan eeuwen geleden. Daarnaast wijst Stroop op de articulatorische gemakken van de lage diftong aai ten opzichte van ei. In het AN kon deze verlaging van de tweeklanken pas na de jaren 60 van de 20e eeuw doorzetten, in de periode waarin de samenleving op vele terreinen oude normen losliet of er zelfs tegen rebelleerde.